# Witold Kazimierz Staniszkis
Witold Kazimierz Staniszkis (ur. 2 lipca 1943 w Warszawie) – polski informatyk, naukowiec, działacz społeczny.

## Życiorys
W 1966 ukończył studia na Uniwersytecie Gdańskim. Stopień naukowy doktora uzyskał w 1976. Od początku kariery zawodowej związany z dziedziną projektowania i produkcji oprogramowania. Prowadził prace badawcze, kierował wieloma realizacjami dużych systemów informatycznych w dziedzinie baz danych w Polsce, USA i Europie, między innymi: 
- SYKON
- RODAN
- Distributed Query System
- DataBase Predictor and Analyzer

Od 1993, w ramach firmy Intelligent Document Engineering, której jest prezesem zarządu i założycielem, kieruje rozwojem linii produktów oprogramowania OfficeObjects.
Syn przedwojennego polityka, ekonomisty Witolda Staniszkisa, brat socjolog Jadwigi Staniszkis.